# Hildegarde Burjan
Pour les articles homonymes, voir Burjan.
La bienheureuse Hildegarde Burjan, née Hildegard Lea Freund le 30 janvier 1883 à Görlitz, en province de Silésie et morte le 11 juin 1933 à Vienne (Autriche), est une femme politique et religieuse catholique autrichienne d'origine juive. Fondatrice des Sœurs de la Charité Sociale, elle est considérée comme la pionnière de l‘action sociale en Autriche. Béatifiée en 2012, elle est liturgiquement commémorée le 12 juin.

## Biographie

### Jeunesse et conversion
Née le 30 janvier 1883 de parent juifs libéraux, Hildegarde Freund se distingue très jeune par son ouverture aux problèmes sociaux et par sa liberté d’esprit. Elle appartient à la première génération de femmes qui fréquentent l’université. Elle étudie la philosophie et la sociologie en Suisse et à Berlin où elle obtient son doctorat en 1908. Elle se marie en 1907 avec Alexandre Burjan, un entrepreneur hongrois. Le couple s’installe d’abord à Berlin puis, en 1909, dans la capitale autrichienne. Ils ont un enfant, Élisabeth, née cette même année.
A Vienne, elle découvre les grands problèmes de société et les graves injustices sociales. En observatrice attentive et critique, et comme femme portée naturellement vers l’action, elle commence à s’engager dans l’action sociale directe. Elle s’unit à un groupe de femmes engagées dans la mise en œuvre des orientations données par Léon XIII dans son encyclique novatrice Rerum Novarum (1891). Son engagement est marqué par la foi catholique, à laquelle elle se convertit en 1909 à la suite d’une guérison personnelle qu’elle considère comme quasi miraculeuse.

### Dimension spirituelle du social
L’engagement social n’est pas séparé d’un développement spirituel de la personnalité fait de liberté intérieure. La dignité de toute personne humaine est toujours au premier plan de son action. L’action consiste à aider les autres à être autonomes. En 1912, elle fonde l’Association des ouvrières chrétiennes à domicile et plus tard (1918) regroupe toutes les organisations de femmes ouvrières dans l’Association pour l’aide sociale. Elle n’ignore pas l’action directe en cas d’extrême besoin : elle récolte des denrées pour ceux qui souffrent de la faim pendant la guerre, et forme un réseau d’assistance aux familles en détresse.

### Engagement sociopolitique
Estimant que l’action sociale nécessite le soutien d’un engagement politique, Hildegarde Burjan se lance dans la vie politique du pays à fin de la Première Guerre mondiale, après la chute de l’empire austro-hongrois. En 1919, elle est élue au parlement autrichien comme membre du parti démocrate-chrétien : elle est une des premières femmes à entrer au parlement. Son engagement politique est centré sur le social. Dans l’hémicycle, elle se bat pour l’égalité, pour le salaire minimum des ouvrières à domicile, pour une juste assistance à ceux qui exercent des activités à risque et lutte contre le travail des enfants. Son activité sera déterminante pour la politique et les institutions sociales d’aujourd’hui.

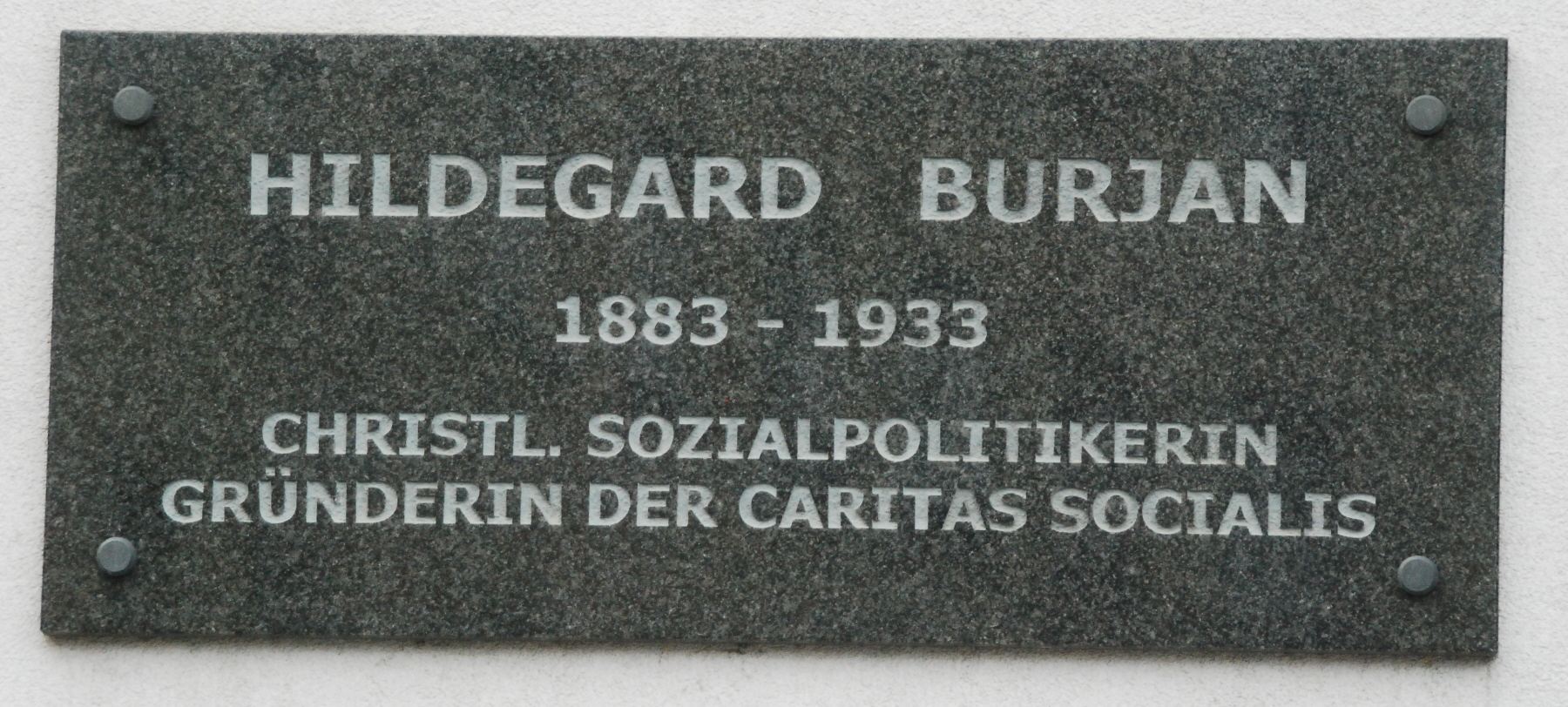
Plaque commémorative au jardin Hildegard Burjan de Vienne

En 1919, elle fonde une congrégation religieuse : la Caritas Socialis dont elle devient et restera jusqu’à sa mort la première supérieure. La congrégation, où les sœurs sont formées aux professions sociales et pastorales, gère à Vienne plusieurs structures, dont une maison d’accueil pour mères et enfants, des crèches, des centres de soins et des cabinets de consultation spécialisés pour personnes âgées et malades chroniques, des centres de jour pour malades atteints de la maladie d'Alzheimer et de la sclérose en plaques.
Hildegarde Burjan s’éteint le 11 juin 1933, à Vienne, à l’âge de cinquante ans, épuisée par la maladie et son dévouement. Après sa mort, la Caritas socialis se développe dans d’autres parties du monde : au Tyrol du Sud, en Bavière, à Rome et au Brésil.

## Béatification et vénération

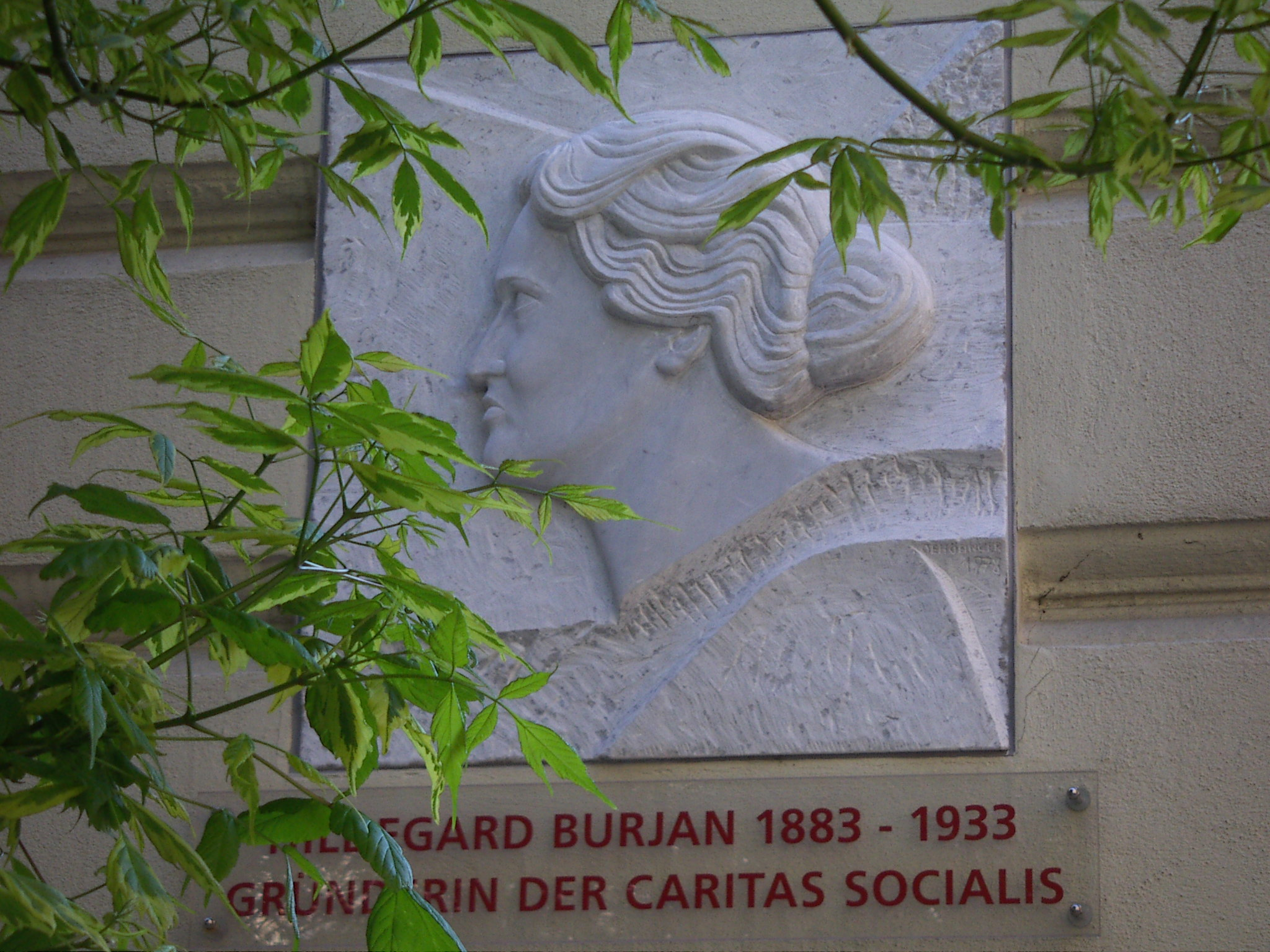
Plaque commémorative à Vienne.

Le procès de béatification ouvert en 1963 par le cardinal Franz König s’est conclu lors d’une cérémonie solennelle, le 29 janvier 2012. Dans la cathédrale Saint-Étienne de Vienne, le cardinal Angelo Amato, au nom du pape Benoît XVI, a déclaré Hildegard Burjan Bienheureuse et fixé sa commémoration liturgique à la date du 12 juin.
À cette occasion, le cardinal Christophe Schönborn, archevêque de Vienne, a loué le charisme de la fondatrice des Sœurs de la Charité sociale (Caritas socialis) et déclaré « Première femme élue démocratiquement, Hildegard Burjan a vécu la politique comme un service d’Évangile et elle a montré, tout en vivant pleinement sa vie de famille, qu’il est possible de vivre en pleine cohérence sa foi et sa vie et d’agir de manière convaincante. Hildegarde était une « femme profondément religieuse, une femme exceptionnelle, une vraie chrétienne. Il est possible de devenir des saints en politique».